# 83 î.Hr.

## Nașteri
- 14 ianuarie: Marcus Antonius, general și politician roman (d. 30 î.Hr.)